# Aarmstokje
Een aarmstokje of aremstokje is een deegfiguur in de vorm van een ruitertje op een vogeltje die door kinderen op een stokje wordt rondgedragen.
Het aarmstokje komt als traditie met name voor in Haamstede en Burgh op Schouwen, ter gelegenheid van de lokale koeienmarkt op de laatste dinsdag van oktober en ook bij het strarijden.
De aarmstokjes zijn versierd met bont papier en gekroond met een kleine papieren vlag. Ze doen denken aan de palmpasen. De kinderen zingen tijdens het lopen onder meer het volgende deuntje:
Aremstokje,
Turf in je rokje,
Turf in je staart,
Aremstokje is geen oortje waard.'